# Moonlight (film)
Moonlight er en amerikansk dramafilm fra 2016, skrevet og instrueret af Barry Jenkins, med Trevante Rhodes, André Holland, Janelle Monáe, Naomie Harris og Mahershala Ali i hovedrollerne. Filmen er baseret på Tarell Alvin McCraneys uudgivne semi-biografiske teaterstykke In Moonlight Black Boys Look Blue.
Filmen viser tre faser i hovedpersonens liv: barndom, ungdom og tidlige voksenår. Den udforsker vanskelighederne han møder med sin seksualitet og identiet, herunder det fysiske og psykiske misbrug han bliver udsat for under sin opvækst. Indspilningen af filmen blev sat i gang 14. oktober 2015 i Miami i Florida. Filmen har indtjent mere end 65 millioner dollars på verdensplan.
Ved den 74. Golden Globe-uddeling vandt Moonlight prisen for Bedste filmdrama og blev nomineret i fem andre kategorier. Filmen vandt Oscar-prisen for Bedste film, samt Bedste mandlige birolle til Mahershala Ali og Bedste filmatisering for manuskriptet til Barry Jenkins og Tarell Alvin McCraney og blev nomineret i yderligere fem kategorier. I 2017 kaldte The New York Times filmen for den 20. bedste i det 21. århundrede.
Moonlight blev den første film med kun sorte medvirkende, den første LGBT- film og den næstmindst indtjenende film til at vinde en Oscar for Bedste film. Filmens klipper Joi McMillon blev den første sorte kvinde nomineret for en Oscar, og Ali blev den første muslim til at vinde en Oscar for skuespil.

## Medvirkende
- Mahershala Ali som Juan
- Naomie Harris som Paula
- Trevante Rhodes som 'Black' - Chiron som voksen
- Ashton Sanders som Chiron som teenager
- Alex R. Hibbert som 'Little' - Chiron som dreng
- Janelle Monáe som Teresa
- André Holland som Kevin som voksen
- Jharrel Jerome som Kevin 16 år
- Jaden Piner som Kevin 9 år
- Patrick Decile som Terrel